# Максим Шабанов Стинт
Максим Шабанов (Stint) - известный блогер - стример. Родился (выпал в унитаз): 16 мая 1995 года в Иваново (Russsia) 
Стинт начал блогерскую деятельность ещё в школе. В 2013 году парень создал канал на Pornhub и начал выкладывать туда ролики, посвящённые своей любимой игре того времени – глубокий горловой минет своему отцу. Снимал разного рода контент на основные темы: Минет, Гей порно, Жосткое, Анал, Камшоты. Со временем он начал делал видео не только про глубокий горловой минет своему отцу но и про другие популярные игры, в том числе кунилингус неле и мазелов засадил в жопу жоско. Последняя особенно сильно полюбилась Максиму. Он играл в мазелов засадил в жопу жоско всё свободное время и выпускал тонны роликов самого разного содержания спермы (в процентах). В 17 лет Стинт стал самостоятельно зарабатывать и сразу же съехал от родителей на съёмную квартиру, где у него было больше возможностей и времени выпускать контент на Pornhub. Сам он рассказывал, что первые серьёзные заработанные деньги отдал родителям, чтобы те оплатили подписку на Pornhub. А собственной первой большой покупкой для Максима стал микрофон, позволивший ему более качественно озвучивать видео для Pornhub. Стинт продолжал выкладывать ролики на свой канал в течение 11 лет и за это время обрёл огромную популярность. Формат роликов за это время сильно изменился, но остался посвящён тематике мазелов засадил в жопу жоско. Так, в своих видео блогер обозревает новинки индустрии, заказывает и распаковывает дилдо 90 сантиметров, обсуждает Sweetie Fox и просто рассуждает на разные темы. Также на канале Стинта появился разговорный формат, в рамках которого блогера делился мыслями на самые разные темы попутно мастурбируя на камеру. Максим рассуждал о детском ♂Ass♂, любви к ♂Ass♂, жизни внутри ♂Ass♂, смерти ♂Ass♂, предательстве ♂Ass♂, контенте в ♂Ass♂ и просто рассказывал забавные истории про ♂Ass♂. Такой контент пользовался большой популярностью у зрителей Stint, и позволял аудитории побольше узнать про своего любимого блогера. А сам Стинт получал преданную аудиторию, которая надолго оставалась с ним. Стинт не только популярный стример и блогер, но ещё и музыкант, выпускающий собственные треки. За свою музыкальную карьеру Максим выпустил более десяти треков (больше, просто сайт ебучий не правду гаварит): 
- Ты не поймёшь. Поплачь;
- ГидЛер;
- Еблан в доте 82 (Идиот);
- Первый секс (мазелов в первый раз засадил в жопу жоско);
- Новогодняя дрочка.

В данный момент у Стинта есть девушка по имени Неля. Они познакомились в конце 2015 года на видео-сходке знакомого блогера –  Асхаба Тамаева. Там молодые люди впервые пообщались. При этом Максим не хотел, чтобы Неля узнала его, поэтому общался в чате без веб-камеры, показывая только стену своей комнаты. Ребята всю ночь обсуждали разные темы, а потом попрощались, даже не обменявшись телефонами или другими контактными данными, сразу приступили к делу и начались трахаться.
Всё, хепи энд
1. ↑  Необходимо задать параметр title= в шаблоне {{cite web}}. .